# Fritz Schwab
Erich Arthur Fritz Schwab (Berlino, 31 dicembre 1919 – 24 novembre 2006) è stato un marciatore svizzero.

## Biografia
Figlio di Arthur Tell Schwab, medaglia d'argento nella marcia 50 km ai Giochi olimpici di Berlino 1936, fu un grande marciatore come il padre. Nel 1946 prese parte ai campionati europei dove conquistò la medaglia d'argento nella marcia 10 km, gara nella quale riusciva a dare il meglio di sé.
Nel 1948 fu medaglia di bronzo ai Giochi olimpici di Londra; due anni dopo, agli europei di Bruxelles 1950 vinse la medaglia d'oro facendo anche registrare il record dei campionati. La sua ultima medaglia internazionale arrivò nel 1952, quando vinse l'argento nella 10 km ai Giochi olimpici di Helsinki.

## Palmarès
| Anno | Manifestazione  | Sede      | Evento       | Risultato | Prestazione | Note                  |
| ---- | --------------- | --------- | ------------ | --------- | ----------- | --------------------- |
| 1946 | Europei         | Oslo      | Marcia 10 km | Argento   | 47'03"6     |                       |
| 1948 | Giochi olimpici | Londra    | Marcia 10 km | Bronzo    | 46'00"2     |                       |
| 1950 | Europei         | Bruxelles | Marcia 10 km | Oro       | 46'01"8     | Record dei campionati |
| 1952 | Giochi olimpici | Helsinki  | Marcia 10 km | Argento   | 45'41"0     |                       |